# Entosthodon handelii
Entosthodon handelii là một loài Rêu trong họ Funariaceae. Loài này được (Schiffner) Lazarenko mô tả khoa học đầu tiên năm 1938.